# Joseph Laské

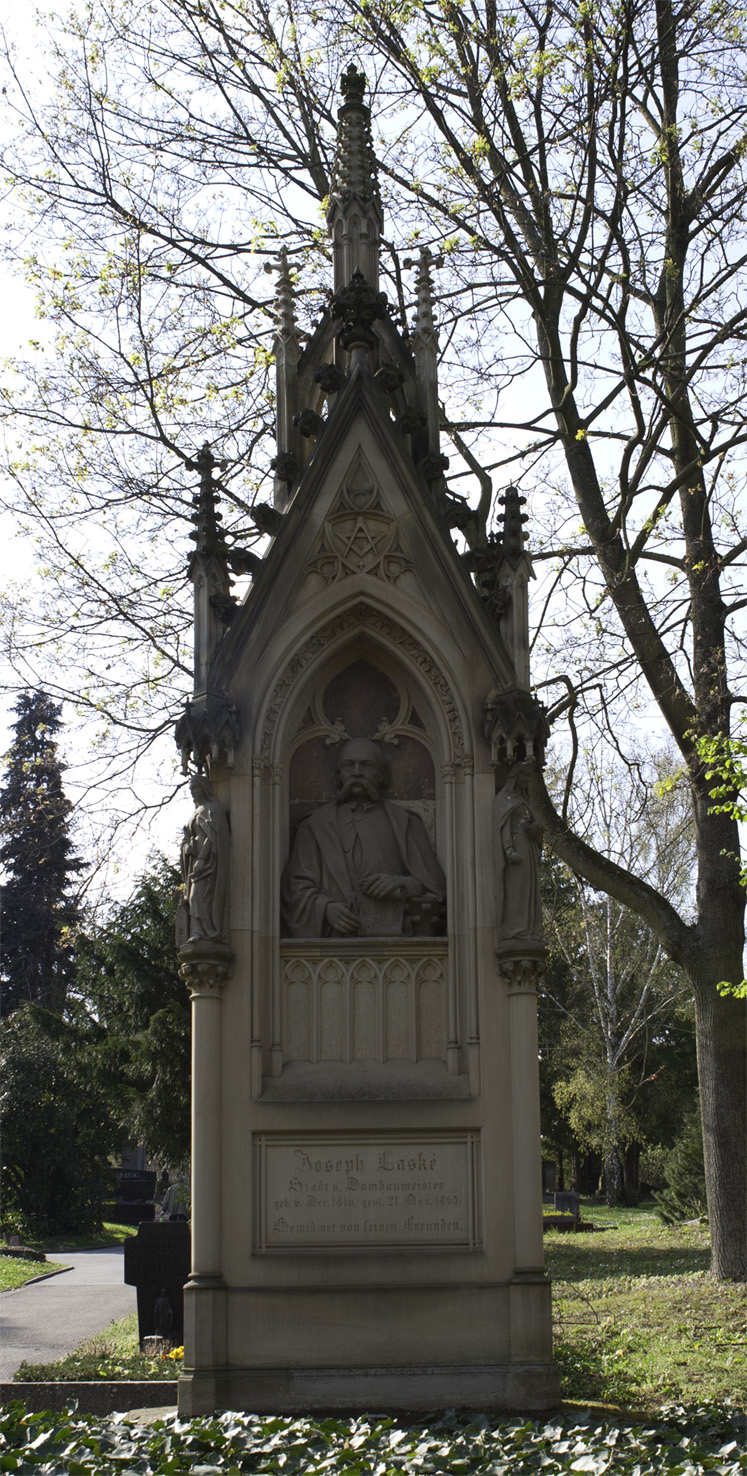
Grabstätte von Joseph Laské

Joseph Laské (* 6. Dezember 1816  in Mainz; † 21. November 1865 ebenda; vollständiger Name: Johann Baptist Joseph Karl Laské) war ein deutscher Architekt, der als Stadt- und Dombaumeister in Mainz wirkte. Während seiner Amtsführung wurden unter anderem das Kurfürstliche Schloss sowie der Mainzer Dom umgebaut und renoviert. Laské trug außerdem mit seiner Arbeit zur Untersuchung historischer Bauten in Mainz bei.

## Ausbildung
Joseph Laské besuchte die Schule in Mainz und studierte anschließend ab 1837 bei Friedrich von Gärtner an der Akademie der Künste in München. Danach legte er das hessische Kreisbaumeister-Examen mit der Note „gut“ ab und trat in den großherzoglich hessischen Staatsdienst ein. Ab 1840 war er bei dem Kreisbaumeister Peter Wetter in Alzey tätig. 1845 bewarb er sich um die Stelle eines städtischen Bauinspektors in Mainz, die er auch antreten konnte.

## Tätigkeit als Stadt- und Dombaumeister

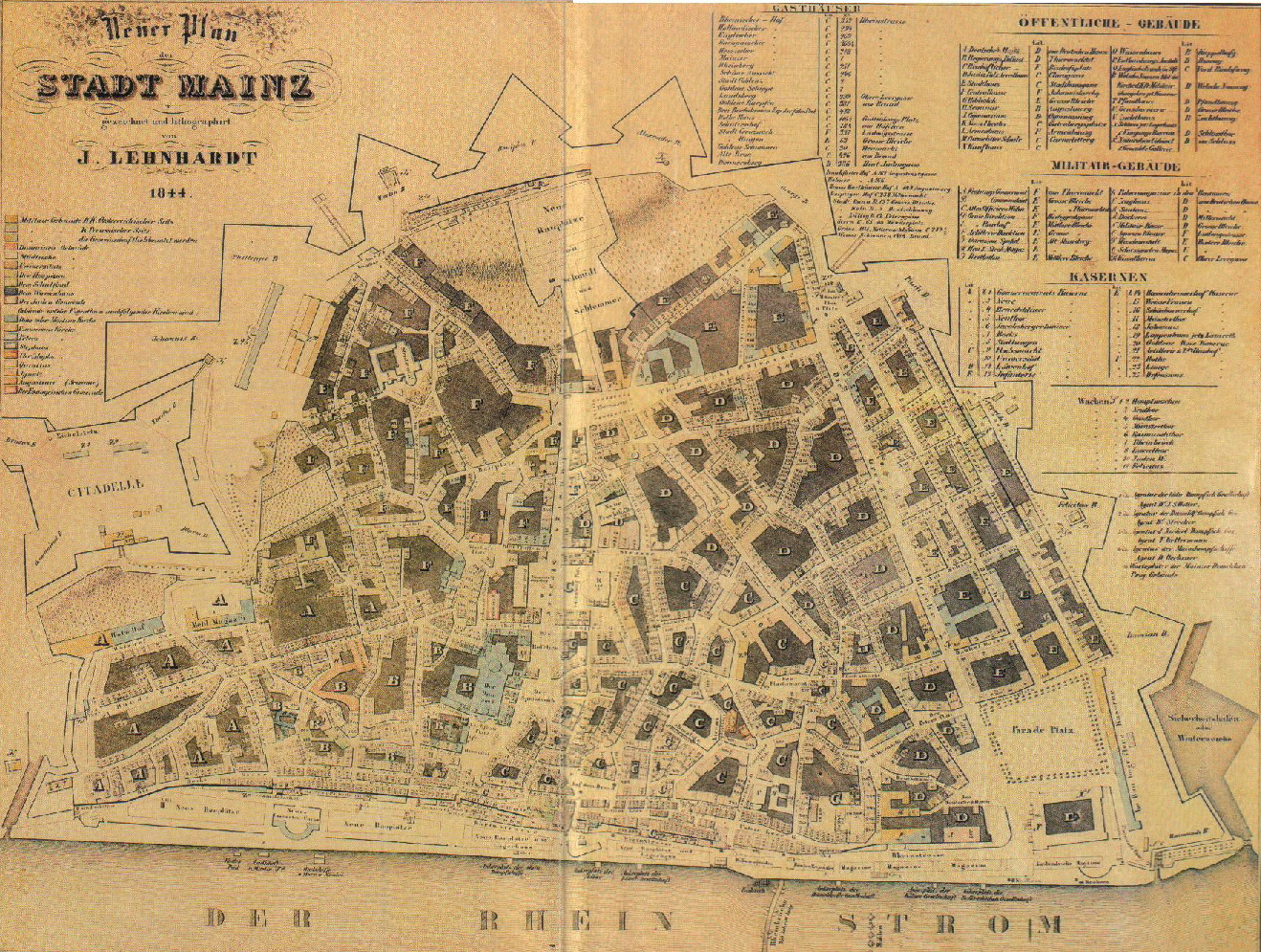
Bauliche Situation in Mainz um 1844,
am Rhein die neuen Lagerhallen

In Mainz war Laské für die Beaufsichtigung des Baus der neuen städtischen Lagerhallen am Rhein-Ufer verantwortlich. Aufgrund seiner Fähigkeiten wurden Laské zunehmend Arbeiten aus dem Aufgabenbereich des Stadtbaumeisters übertragen. Der damalige Stadtbaumeister Johann Heinrich Hartmann galt als nicht kompetent genug und wurde 1845 vom Gemeinderat abgewählt. Aus dem aktiven Dienst schied er allerdings erst 1848 aus.
Nach dem Ausscheiden Hartmanns übernahm Laské die provisorische Leitung des Stadtbauamts. Zwei Jahre später, 1850, erfolgte die endgültige Berufung zum Stadtbaumeister von Mainz. 1856 wurde Laské zum Dombaumeister gewählt. Gegenkandidat war Ignaz Opfermann. Laské gewann die Wahl jedoch mit 11:10 Stimmen. Beide Funktionen erfüllte Laské bis zu seinem Tod 1865. Er übernahm zu Beginn seiner Tätigkeit die Leitung von Umbauarbeiten am Kurfürstlichen Schloss. In den einzelnen Gebäudeteilen wurden Museums- und Bibliotheksräume für das 1852 neu gegründete Römisch-Germanische Zentralmuseum eingerichtet. Als es 1857 zur Explosion des Pulverturms in der Mainzer Oberstadt kam, wurde ein großer Teil dieses Stadtbereichs verwüstet, und es kam unter Laskés Bauleitung zu erheblichen Bauaktivitäten. Trotzdem haben sich aus seiner Amtszeit nur wenige Bauten erhalten, so beispielsweise einige Wohnhäuser im neugotischen Stil.
Unter Laskés Leitung begannen umfangreiche Restaurierungsarbeiten am Mainzer Dom. Von ihm selbst stammten auch die Entwürfe für die farbliche Neugestaltung des Innenraums im nazarenischen Stil, bei denen er mit Philipp Veit eng, aber oftmals auch kontrovers zusammenarbeitete. 1926 wurde die farbliche Ausgestaltung aufgrund eines geänderten ästhetischen Empfindens fast komplett verändert, und das Werk Laskés und Veits verschwand ohne vorherige Dokumentation. Auch begannen unter seiner Amtsführung die ersten Planungen für eine Erweiterung des Stadtgebiets über die damals bestehenden Festungsmauern hinaus. Hierzu kooperierte er eng mit den Ingenieuren der Festungsverwaltung und machte mit ihnen zusammen eigene Erweiterungs- und Bebauungsvorschläge.
Für Großherzog Ludwig III. und die großherzogliche Familie baute er im Mainzer Stadttheater noch 1863 die besonders repräsentativen Proszeniumslogen ein.
Als Laské 1865 starb, wurde ein Jahr später Eduard Kreyßig sein Nachfolger. Diesem gelang es, die Entwicklung der Stadt Mainz entscheidend zu prägen. Ludwig Metternich, der Sohn Mathias Metternichs, führte seine Arbeit als Dombaumeister fort. Das Grabmal Joseph Laskés im neugotischen Stil befindet sich heute auf dem Mainzer Hauptfriedhof. Auf einem Halbrelief ist Laské mit Bauplan und Zirkel in der Hand dargestellt.

## Weitere Tätigkeiten
Laské war auch als Maler tätig und machte sich dabei mit Mainzer Stadtansichten einen Namen. Zudem trug er während seiner Amtszeit auch zur Erforschung und Dokumentation historischer Gebäude in Mainz bei. So war er auch im Vorstand des Mainzer Altertumsvereins tätig. Zudem war er Mitglied der Mainzer Freimaurerloge „Die Freunde zur Eintracht“.

## Familie
Joseph Laské, Sohn eines Offiziers, war mit Gertrud, geborene Goldschmidt, verheiratet. Ihr Sohn war Adolph M. Laské, später Justizrat in Frankfurt am Main und Sammler einer bedeutenden Grafiksammlung mit circa 13.400 Blättern aus dem 16. bis 19. Jahrhundert, die er später dem heutigen Landesmuseum Mainz übereignete.

## Schriften
- Die Führung der Mainz-Binger Bahn durch die Stadt Mainz betreffend. Bericht des Stadtbaumeisters an die Großherzogliche Bürgermeisterei der Provinzial-Hauptstadt Mainz. Mainz 1858.